# Сонце в кишені
«Сонце в кишені» («Солнце в кармане») — радянський художній фільм 1984 року, знятий режисером Едуардом Гавриловим на Кіностудії ім. М. Горького.

## Сюжет
У житті шестирічної Ані Іванової відбувається велика подія — вона йде до першого класу. Важко маленькій людині все одразу зрозуміти, відрізнити погане від доброго. Наслідуючи жвавих подружок, Аня ненароком ображає свого друга Сергія і шкільну няню тітку Клаву. Але поруч із дівчинкою — батьки, друзі, вчителька, які завжди допоможуть розібратися в поганому та похвалять за добрий вчинок.

## У ролях
- Дарія Вишнякова — Аня Іванова, першокласниця
- Віра Івлєва — Ірина Петрівна, вчителька Ані
- Марія Скворцова — тітка Клава, шкільна нянечка
- Яна Друзь — мама Ані
- Вадим Андрєєв — тато Ані
- Марія Виноградова — бабуся Ані
- Сергій Пахомов — Сергій, першокласник
- Таня Юліс — Тата, подружка Ані по двору, другокласниця
- Віра Неруш — Галя, першокласниця
- Аня Сергєєва — Віра, першокласниця
- Володимир Кукушкін — Женя, третьокласник
- Аня Сидоркіна — Іра, учениця 4 класу, вожата першокласників
- Катя Шамараєва — Наталка, першокласниця
- Аня Грознова — Олена, першокласниця
- Ольга Високолян — Булочка
- Єгор Думчев — Бутуз
- Аня Рибіна — Марина, учениця 4 класу, вожата першокласників
- Іра Головіна — Оля, учениця 4 класу, вожата першокласників
- Юрій Катін-Ярцев — старий у селі, що садить дерева
- Юрій Назаров — син старого
- Сергій Ніколаєв — Іван Іванович, фізкультурник
- Данило Перов — черговий старшокласник
- Ю. Сорокін — старшокласник
- Наталя Волчек — епізод
- Володя Думчев — першокласник
- Аня Можарова — епізод
- Женя Пивоваров — першокласник
- Сергій Ніконенко — епізод
- Олена Малявіна — епізод

## Знімальна група
- Режисер — Едуард Гаврилов
- Сценаристи — Едуард Гаврилов, Ольга Сидельникова
- Оператор — Інна Зараф'ян
- Композитор — Анна Ікрамова
- Художники — Арсеній Клопотовський, Євген Штапенко